# Harry McClintock
Harry Kirby McClintock (né le 8 octobre 1882 à Knoxville et mort le 24 avril 1957 à San Francisco), également appelé Haywire Mac, est un poète et chanteur américain.
Il est notamment connu pour son titre Big Rock Candy Mountain, enregistré en 1928 et plus tard mis en avant dans le film O'Brother (2000) des frères Coen.